# Бјуда (Илиноис)
Бјуда (енгл. Buda) град је у америчкој савезној држави Илиноис.

## Демографија
По попису из 2010. године број становника је 538, што је 54 (-9,1%) становника мање него 2000. године.
| Група             | 2000.       | 2010.       |
| Белци             | 581 (98,1%) | 517 (96,1%) |
| Афроамериканци    | 0 (0,0%)    | 1 (0,2%)    |
| Азијати           | 1 (0,2%)    | 7 (1,3%)    |
| Хиспаноамериканци | 8 (1,4%)    | 6 (1,1%)    |
| Укупно            | 592         | 538         |